# Hans Mackowsky

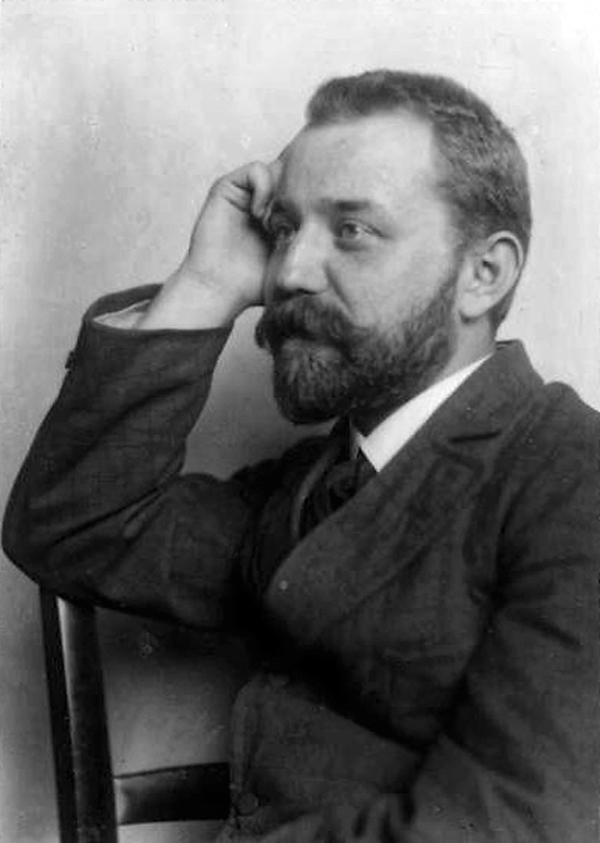
Hans Mackowsky, 1890

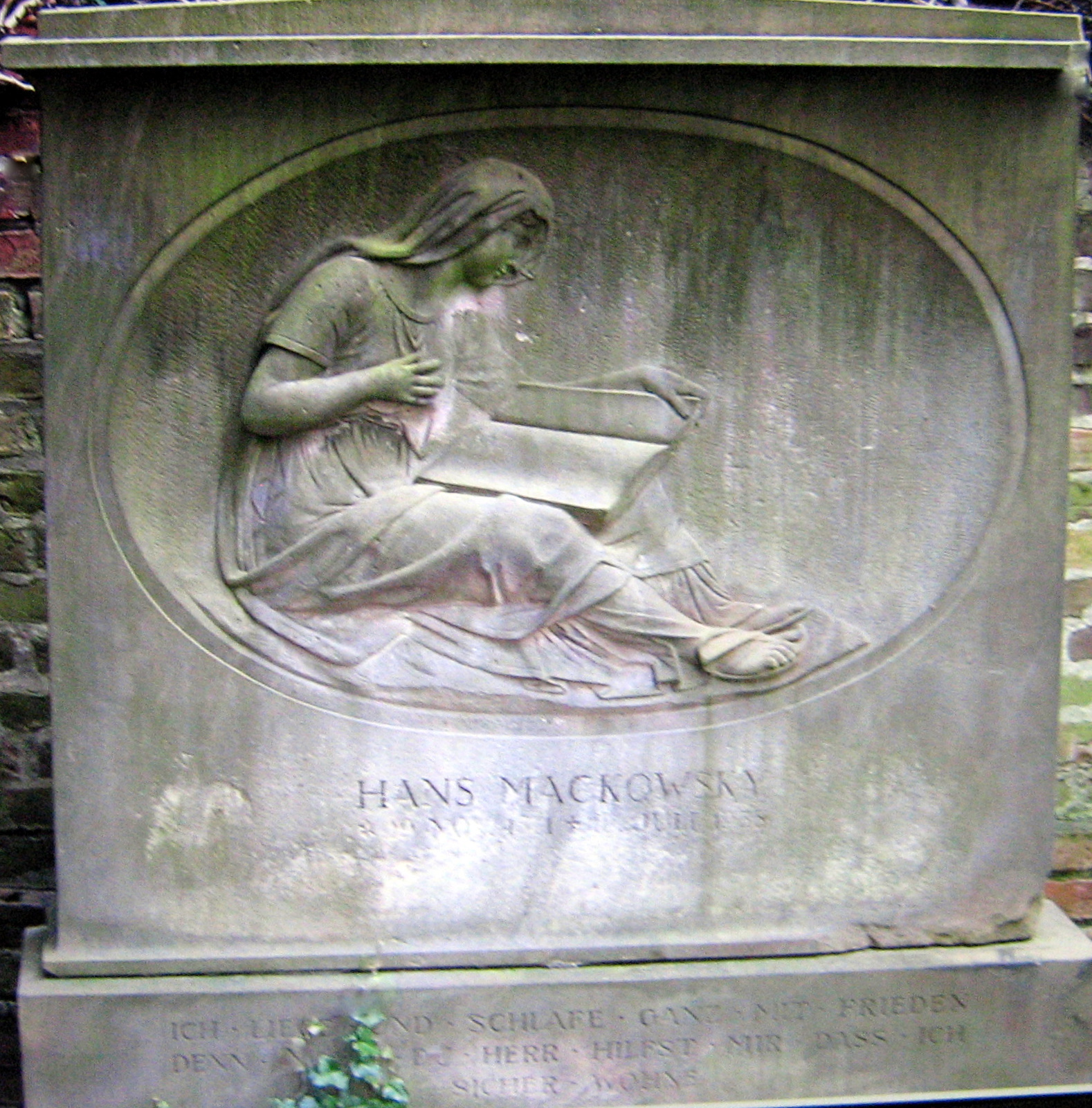
Grabstein auf dem Friedhof Bornstedt in Potsdam

Hans Mackowsky (* 19. November 1871 in Berlin; † 18. Juli 1938 in Potsdam) war ein deutscher Kunsthistoriker.

## Leben
Hans Mackowsky studierte in Berlin und Freiburg Kunstgeschichte und wurde 1893 in Berlin promoviert. Von 1896 bis 1900 war er wissenschaftlicher Hilfsarbeiter an der Berliner Gemäldegalerie. Danach hielt er sich zu Studienzwecken zwei Jahre in Florenz auf und lebte dann als Privatgelehrter in Berlin. Ab 1905 war Mackowsky Autor bei der Kunstzeitschrift Kunst und Künstler im Verlag von Bruno Cassirer und ab 1908 als Dozent an der Humboldt-Akademie und der Lessing-Hochschule zu Berlin tätig. 1909 erhielt er den Titel Professor. 1912 wurde er Leiter des Rauch-Museums der Nationalgalerie in Berlin. Es befand sich in der Klosterstraße und ab Anfang der 1930er Jahre im Orangerie-Flügel vom Schloss Charlottenburg. Im Jahr 1914 wurde er Direktorialassistent an der Nationalgalerie, ab 1916 war er dort als Kustos tätig. Seinen Forschungsschwerpunkt bildete das Lebenswerk des Bildhauers Johann Gottfried Schadow. Mackowsky machte sich als Autor und Herausgeber zahlreicher Bücher über bedeutende Künstler des 18. bis 20. Jahrhunderts und als Berliner Cicerone einen Namen.
Karl Scheffler schrieb 1946 in seinen Lebenserinnerungen über Mackowsky:

„Er war der beste Kenner Alt-Berlins, kam vor lauter Studien aber nicht leicht zum Schreiben. Jahrelang konnte er Jagd machen nach einer einzigen historischen Tatsache, die ihm noch fehlte; er ließ beinahe fertige Arbeiten lieber liegen, als daß er sie ohne diese letzten Nuancen veröffentlichte. In allem machte er sich das Leben schwer und machte es damit auch der Redaktion schwer. Was er aber hergab, war zuverlässig wie lauteres Gold. Zu allen Zeiten war er ein Mitarbeiter, dessen Beiträge wie Geschenke waren, der jedoch aufs äußerste behutsam behandelt sein wollte, denn er hatte die Eigentümlichkeit vieler körperlich kleiner Männer: sie werden aus Abwehrgefühl angriffslustig. Dieses war sein Menzel-Zug.“

Auch Hermann von Wedderkop bezeichnete Hans Mackowsky als besten Kenner des unbekannten Berlins und widmete ihm sein Buch Das unbekannte Berlin. Franz Hessel würdigte Mackowsky in seinem Buch Spazieren in Berlin:

„Berliner Romantik wirst du in den Landschaftsbildern des großen Schinkel, der ja eigentlich kein Maler, sondern ein Baumeister war, finden. Er hat sie für eines der alten Patrizierhäuser in der Brüderstraße gemalt und wenn du Muße hast, so lies, was Hans Mackowski in seinen «Häusern und Menschen im alten Berlin» darüber schreibt, und lies weiter, was er von diesem Haus und andern berichtet, das wird dir eine vergangene Stadt in der gegenwärtigen aufbauen.“

Mackowsky wurde in der Zeit des Nationalsozialismus wegen seiner Abstammung ein Opfer der Nürnberger Gesetze. Wolf Jobst Siedler erinnerte sich 2004, dass er „1938 ein traurig-einsames Ende nahm, denn er war Jude“. Hans Mackowsky starb am 18. Juli 1938 in Potsdam und wurde auf dem Bornstedter Friedhof begraben. Mackowskys Witwe Else, die bis 1950 lebte, gab nach seinem Tod neue Auflagen seiner Bücher heraus.

## Veröffentlichungen (Auswahl)
- Die Bildwerke Gottfried Schadows. Mit einer Einleitung von Paul Ortwin Rave. Deutscher Verein für Kunstwissenschaft, Berlin 1951.
- Schadows Graphik (= Forschungen zur deutschen Kunstgeschichte, Band 19). Deutscher Verein für Kunstwissenschaft, Berlin 1936.
- Michelangelo. Anhang mit „verschollene(n), zweifelhafte(n) und unechte(n) Arbeiten“, Stammtafeln, Quellen und Literatur sowie Register. Cassirer, Berlin 1931.
- Johann Gottfried Schadow. Jugend und Aufstieg 1764 bis 1797. Grote, Berlin 1927.
- Häuser und Menschen im alten Berlin. Cassirer, Berlin 1923.
- Adolph Menzel. Die Soldaten Friedrichs des Großen. Eingeleitet und erläutert von Hans Mackowsky. Seemann, Leipzig 1923.
- Karl Friedrich Schinkel. Briefe, Tagebücher, Gedanken. Ausgewählt, eingeleitet und erläutert von Hans Mackowsky.  Propyläen, Berlin 1922.
- Im Abendrot. Gedichte. o. V. [Eduard Stichnote], o. O. [Potsdam], o. J. [1920].
- Das schöne Buch im alten Berlin. In: Almanach des Verlages Bruno Cassirer. Berlin 1920.
  - Nachdruck: Das schöne Buch im alten Berlin. Freundesgabe für die Mitglieder des Berliner Bibliophilen Abends. Berlin 1994.
- mit Wolfgang Schütz: Das Alt-Berliner Grabmal 1750 bis 1850. Hundert Aufnahmen und Vermessungen – kunstgeschichtlich eingeleitet von Hans Mackowsky. Cassirer, Berlin 1918.
- Christian Daniel Rauch. 1777 bis 1857. Cassirer, Berlin 1916.
  - Nachdruck Propyläen, Frankfurt am Main, Berlin, Wien 1981, ISBN 978-3-549-06655-3.
- Michelangniolo. Marquardt, Berlin 1908,
  - bei Cassirer 1919, 1921,
  - bei Cassirer ab 1925 u. d. Titel Michelangelo
    - 1925, 1931,
    - bei Metzler 1939, 1941, 1947, 1951.
- Hrsg. mit August Pauly u. Wilhelm Weigand: Adolph Bayersdorfers Leben und Schriften. Aus seinem Nachlass herausgegeben. Bruckmann, München 1902.
- Verrocchio. Verlag Velhagen & Klasing, Bielefeld und Leipzig 1901.